# Жалтирський сільський округ
Жалти́рський сільський округ (каз. Жалтыр ауылдық округі, рос. Жалтырский сельский округ) — адміністративна одиниця у складі Астраханського району Акмолинської області Казахстану. Адміністративний центр — село Жалтир.
Населення — 3872 особи (2021; 5490 у 2009, 6733 у 1999, 8953 у 1989).
Станом на 1989 рік існували Акбеїтська селищна рада (смт Акбеїт), Жалтирська селищна рада (смт Жалтир) та Жарсуатська сільська рада (села Жарсуат, Ягодне). 1993 року утворено Жалтирський сільський округ (села Жалтир, Жарсуат, селище Астраханка), село Акбеїт увійшло до складу Кизилжарського сільського округу, село Ягодне — до складу Острогорського сільського округу. Пізніше села Жарсуат та Ягодне утворили окремий Жарсуатський сільський округ, до складу Жалтирського сільського округу увійшло село Акбеїт Кизилжарського сільського округу. Станційне селище Астраханка було ліквідоване 2009 року. 2019 року до складу Жалтирського сільського округу увійшла територія ліквідованого Жарсуатського сільського округу площею 424,86 км².

## Склад
До складу округу входять такі населені пункти:
| Населений пункт                | Колишні назви | Населення, осіб (1989) | Населення, осіб (1999) | Населення, осіб (2009) | Населення, осіб (2021) |
| ------------------------------ | ------------- | ---------------------- | ---------------------- | ---------------------- | ---------------------- |
| Акбеїт, село                   | -             | 1226                   | 522                    | 178                    | 66                     |
| Жалтир, село                   | -             | 6177                   | 5203                   | 4804                   | 3552                   |
| --Астраханка, станційне селище | -             | -                      | 28                     | 64                     | -                      |
| Жарсуат, село                  | -             | 1164                   | 726                    | 323                    | 192                    |
| Ягодне, село                   | -             | 386                    | 254                    | 121                    | 62                     |